# Sabalito
Sabalito es un distrito del cantón de Coto Brus, en la provincia de Puntarenas, de Costa Rica.

## Historia
Sabalito fue creado el 10 de diciembre de 1965 por medio de Ley 3598.

## Geografía
Sabalito cuenta con un área de 186,86 km² y una altitud media de 900 m s. n. m.

## Demografía
Para el año 2022, Sabalito cuenta con una población estimada de 13 218 habitantes, y para el último censo efectuado, en 2011, Sabalito contaba con una población de 10 984 habitantes.

## Transporte

### Carreteras
Al distrito lo atraviesan las siguientes rutas nacionales de carretera:
- Ruta nacional 613
- Ruta nacional 617